# 西里亞基夫希納
50°31′12″N 32°48′54″E / 50.52000°N 32.81500°E
西里亞基夫希納（烏克蘭語：Сіряківщина），是烏克蘭北部的村莊，隸屬切爾尼希夫州的普里盧基區。該村面積0.22平方公里，海拔高度165米，2006年人口20，人口密度每平方公里93人。